# 偏愛リアリティショー フェチ恋
『偏愛リアリティショー フェチ恋』（へんあいリアリティーショー フェチこい）は、2019年1月14日からAbemaTVで配信されていたバラエティ番組である。番組略称は『フェチ恋』。タイトルロゴでは番組名の下部に「Fetishism love story」のサブタイトルが記述されている。

## 内容
ぽっちゃりや薄毛といったコンプレックスを抱える男女と、それらの個性に惹かれる“フェチ”の持ち主が出会い、偏った恋愛に発展していく様子を描く“偏愛リアリティショー”。チョコレートプラネットにとって初のレギュラーMC番組。
「AbemaTVオープン化コンテンツプログラム」から企画され、まずは4週限定という形での配信となる。
複数人のフェチ恋を追いかける「フェチ恋ハウス」と、コンプレックスの持ち主1人とそのフェチのデート模様を週替わりで送る「フェチ恋シンデレラ」にコーナー分けされ、スタジオではツッコミつつ恋模様を見守る。
2月4日まで全4回で終了も、7月14日より『フェチ恋season2』として再開（ただし番組タイトルロゴでは「偏愛リアリティショー」の文言も残っている）。

## 出演者

### スタジオMC
- チョコレートプラネット（長田庄平、松尾駿）
- 小芝風花（シーズン1のみ）
- 久間田琳加（シーズン2のみ）
- りかりこ（シーズン2のみ）

### フェチ恋ハウス
- 方言女子：中村りおん、内山鈴、青山清花、荒牧理沙

### ハゲ恋ツアー
- 薄毛男子：hage beats、りょうちゃん（一本槍）、ダイキ、稲田直樹（アインシュタイン）[6]
- 薄毛フェチ：峰愛奈、二見和穂

## スタッフ
- ナレーション：コーイチ
- プロデューサー：工藤良真、高見亘
- 演出：宮野敏一
- 構成：倉本美津留[7]、勝木友香
- 制作著作：AbemaTV